# Xinpu, Shaanxi
Xinpu är en köpinghuvudort i Kina. Den ligger i provinsen Shaanxi, i den nordvästra delen av landet, omkring 260 kilometer sydväst om provinshuvudstaden Xi'an. Antalet invånare är 15 658. Befolkningen består av 7 505 kvinnor och 8 153 män. Barn under 15 år utgör 14,0 %, vuxna 15-64 år 71 %, och äldre över 65 år 13,0 %.
Runt Xinpu är det ganska tätbefolkat, med 90 invånare per kvadratkilometer. Närmaste större samhälle är Dingjunshan, 19,9 km öster om Xinpu. I omgivningarna runt Xinpu växer i huvudsak blandskog.
Genomsnittlig årsnederbörd är 1 059 millimeter. Den regnigaste månaden är juli, med i genomsnitt 243 mm nederbörd, och den torraste är december, med 2 mm nederbörd.